# Megapanos
Megapanos war persischer Satrap in Babylonien unter dem Großkönig Xerxes I. Megapanos wird nur kurz von Herodot (VII, 62) erwähnt. Demnach war Megapanos zunächst Heeresführer in den Perserkriegen. Er leitete die Hyrkanier gegen Griechenland und wurde danach zum Satrapen von Babylonien ernannt.